# Liten tratticka
Liten tratticka (Polyporus tubaeformis) är en svampart som först beskrevs av Petter Adolf Karsten, och fick sitt nu gällande namn av Ryvarden & Gilb. 1993. Liten tratticka ingår i släktet Polyporus och familjen Polyporaceae.  Arten är reproducerande i Sverige. Inga underarter finns listade i Catalogue of Life.